# Priural'skij rajon
Il Priural'skij rajon è un rajon (distretto) del circondario autonomo Jamalo-Nenec, nella Russia siberiana occidentale. Il centro amministrativo è il villaggio di Aksarka.